# Avinoam Danin
Avinoam Danin (ur. 13 stycznia 1939, zm. 12 grudnia 2015) – izraelski botanik, pracownik naukowy The Alexander Silberman Institute of Life Sciences, na Uniwersytecie Hebrajskim. Był uznawany za "najlepszego na świecie znawcę flory palestyńskiej.
Badał autentyczność Całunu Turyńskiego. Potwierdził wnioski Maxa Freia, że Całun prawdopodobnie musiał pochodzić z Judei. Odkrył też na Całunie pyłki endemiczne dla obszaru Ziemi Świętej: czystek szary, parolist krzaczasty oraz Gundelia tournefortii (rodzaj krzewu ciernistego). Wszystkie one kwitną na wiosnę i nie występują razem nigdzie poza Judeą.

## Książki
- 1972.  Flowers of Jerusalem. 59 pp.
- Brakha Avigad, Avinoam Danin. 1977.  Flowers of Jerusalem: thirty four wild flowers growing in Jerusalem. 64 pp.
- 1983.  Desert vegetation of Israël and Sinaï. 148 pp. ISBN 965-264-005-0
- 1996.  Plants of desert dunes. 177 pp. ISBN 3-540-59260-1
- 1996. Flora of the Shroud of Turin. 52 pp. ISBN 0-915279-76-2
- -----, Gideon Orshan. 1999.  Vegetation of Israel: I: Desert and coastal vegetation. 346 pp. ISBN 90-73348-99-4
- 1998.  Wild plants of Eretz Israel and their distribution. 212 pp. ISBN 965-220-397-1
- Ḳedar, bz; Avinoam Danin. 2000.  Teledetección. 268 pp.
- 2000.  The nomenclature news of Flora Palaestina. Vol. 10 de Flora Mediterranea. 64 pp.
- -----, John Edward Dinsmore. 2004.  Distribution atlas of plants in the Flora Palaestina area. 519 pp. ISBN 965-208-000-4
- 2010 The Botany of the Shroud: The Story of Floral Images on the Shroud of Turin. 104 pp. ISBN 978-965-91520-0-1